# Stjålne generationer
De stjålne generationer er et begreb som anvendes på australske aboriginske og Torres Strait Ø-folkets børn, som ofte er af blandet afstamning og som blev taget fra deres familier af de australske myndigheder og kirkemissioner på grund af et antal parlamentsbeslutninger som fornægtede forældrenes rettigheder og som stillede alle aboriginske børn under statens formynderskab, mellem 1905 og (officielt) 1969. Dette politiske program førte oftest til at børn blev flyttet fra familien til lejre, børnehjem og andre institutioner.

## Rabbit Proof Fence bog og film
I året 2002 havde den australske film Rabbit-Proof Fence premiere. Den blev baseret på bogen Follow The Rabbit Proof Fence af Doris Pilkington Garimara. Filmen handler om forfatteren, hendes søster og hendes kusine, som rømmede fra Moore River Native Settlement, nord for Perth , hvor de var blevet placeret i året 1931 fordi de var halvaboriginere. Børnene vantrivedes og rømmede for at kunne vende tilbage til deres aboriginske familier.